# Limfadenopatija
Limfadenopatija dobesedno pomeni bolezen bezgavk, v medicini pa se pogosteje uporablja za opis povečanih bezgavk. Med vzroke povečanih bezgavk spadajo nekatere okužbe, rakave bolezni, avtoimunske bolezni in nekateri strupi.